# Audiència (tribunal)
És un tribunal de justícia col·legiat que entén en els plets de determinat territori. El terme deriva del llatí audire (sentir), ja que el rei i la cort, quan administraven justícia, escoltaven als litigants. Forma part de la jerarquia dels tribunals i jutjats.
A Espanya existeixen dos tipus d'Audiències:
- L'Audiència Nacional: Té la seu a Madrid i la jurisdicció a tot Espanya. Està integrada per dues sales de procediment penal, contenciosa administrativa i social. També, està composta per dos jutjats, el Jutjat Central Penal i el Jutjat Central d'Instrucció.
- L'Audiència Provincial: La seva seu està situada a la capital de cada província i la seva jurisdicció al territori d'aquesta. A cada província trobem un o més jutjats de procediment contenciós administratiu, social, de vigilància penitenciària i de menors.[3]